# Тенезми
Тенезми (іноді Ректальні тенезми; лат. Rectal tenesmus, від дав.-гр. τεινεσμός, що йде у свою чергу від дав.-гр. τείνω — розтягувати, скручувати) — відчуття болісної дефекації, яке є симптомом деяких хвороб з ураженням товстої кишки.

## Причина
Поява тенезмів пов'язана з ураженням інтрамуральних нервових сплетінь кишки: Мейсснеровського та Авербаховського.

## Клінічна характеристика
Клінічно характеризуються нестерпним тягнучим болем, який віддає у крижі, і відчуттям печіння у прямій кишці. Тенезми виникають під час дефекації і зберігаються впродовж 5—15 хвилин після неї. При цьому іноді виділяється небагато фекальних мас, іноді ж тенезми йдуть без виділення калу (несправжні позиви на дефекацію). Наявність серед скарг пацієнта тенезмів є одним з діагностичних ознак коліту.

## Хвороби, при яких зустрічаються тенезми
- Шигельоз
- Амебіаз
- Балантидіаз
- Дизентерія
- Неспецифічний виразковий коліт
- Хронічне отруєння ртуттю
- Ректальна гонорея
- Ректальна хламідійна лімфогранульома
- Трихоцефальоз (тяжкий перебіг)
- Цитомегаловірусне ураження кишки у ВІЛ-інфікованих
- Целіакія
- Колоректальний рак
- Анальна меланома
- Цистоцеле
- Ректоцеле
- Дивертикульоз товстої кишки
- Ускладнений геморой
- Зрощення гімену
- Синдром подразненого кишечника
- Тромбоз мезентеріальних судин
- Сечокам'яна хвороба під час ниркової кольки
- Опущення і випадіння жіночих статевих органів
- Радіаційний проктит

## Лікування
Полягає в лікуванні основного захворювання, при якому розвилися тенезми.